# 吴佩琪
吴佩琪，政治家蔡文治之妻。天津汇丰银行首席买办吴调卿孙女。晚清实业家严信厚外孙女。吴熙元与严淑英之女。

## 经历
吴佩琪自幼喜爱体育运动，擅长溜冰、滑雪、踢毽子、排球、篮球和垒球等项目。在天津中西小学及北京贝满女子中学就读期间，曾为校队主力成员。后考入燕京大学体育系，为该系首批毕业生之一。抗战时期加入西南联合大学，战后任教于燕京大学体育系。
20世纪50年代，吴佩琪移居美国。曾在美国政府部门任中文教师，并担任科技类杂志编辑工作。80年代与丈夫蔡文治将军曾多次回中国大陆访问。现居美国波士顿。

## 与蔡文治相识
吴佩琪与蔡文治的相识，经由其在北京贝满女子中学的同学兼好友袁迪新介绍。袁迪新为袁世凯的侄孙袁家鼐与段祺瑞之女段式巽所生。
1946年，抗日战争胜利后不久，袁迪新在设于北京协和医院的“军调处北平执行处”新闻处担任翻译。该机构为“军事调处执行部”的组成部分，成员由中国国民党、中国共产党及美国三方代表共同组成，任务是调解国共之间的军事冲突。中央军调部由周恩来（中共）、张治中（国民党）和乔治·马歇尔（美方）组成，史称“三人军事小组”。北平执行处方面，三方负责人分别为叶剑英（中共）、蔡文治（国民党）和美方的马丁上校。
为促进三方沟通，新闻处每逢周末常在北京饭店举行招待舞会，邀请中外来宾参加。袁迪新在舞会上因其外语能力及社交能力，成为颇受欢迎的舞伴。据传，叶剑英曾多次邀请其共舞，蔡文治亦曾邀请她跳舞，并表示有意在北京成家，请求袁协助介绍合适对象。
当时蔡文治为国民党军中年纪较轻的高级将领之一，人称“贝贝将军”，年约三十余岁。尽管已有家庭，但他在言谈中表达的“单身”意愿使袁迪新未加多想，遂将好友吴佩琪介绍给他。二人经介绍后相识，并最终成为伴侣。

## 家庭
吴佩琪祖父为吴调卿，曾任天津汇丰银行首席买办、北洋铁路总局总办，是清末重要的买办与实业人物。外祖父为浙江宁波商人严信厚，为近代著名实业家、教育资助人。
其父吴熙元与母亲严淑英育有七女一子，吴佩琪为最小的女儿。其姐妹依次为吴佩球、吴佩琳、吴佩珩、吴佩珉、吴佩琅、吴佩珠，弟弟为吴敬学。
二姐吴佩琳于1928年尚未高中毕业即考入国立清华大学，是清华首批录取的18名女生之一，亦为其中年龄最小者。报考时，因认为原名过于女性化，遂将姓名更改为“吴靖”。后与同班同学赵燕生结婚。赵燕生为张学良将军夫人赵一荻（赵四小姐）之兄。